# An der Fährbrücke 2 (Stralsund)

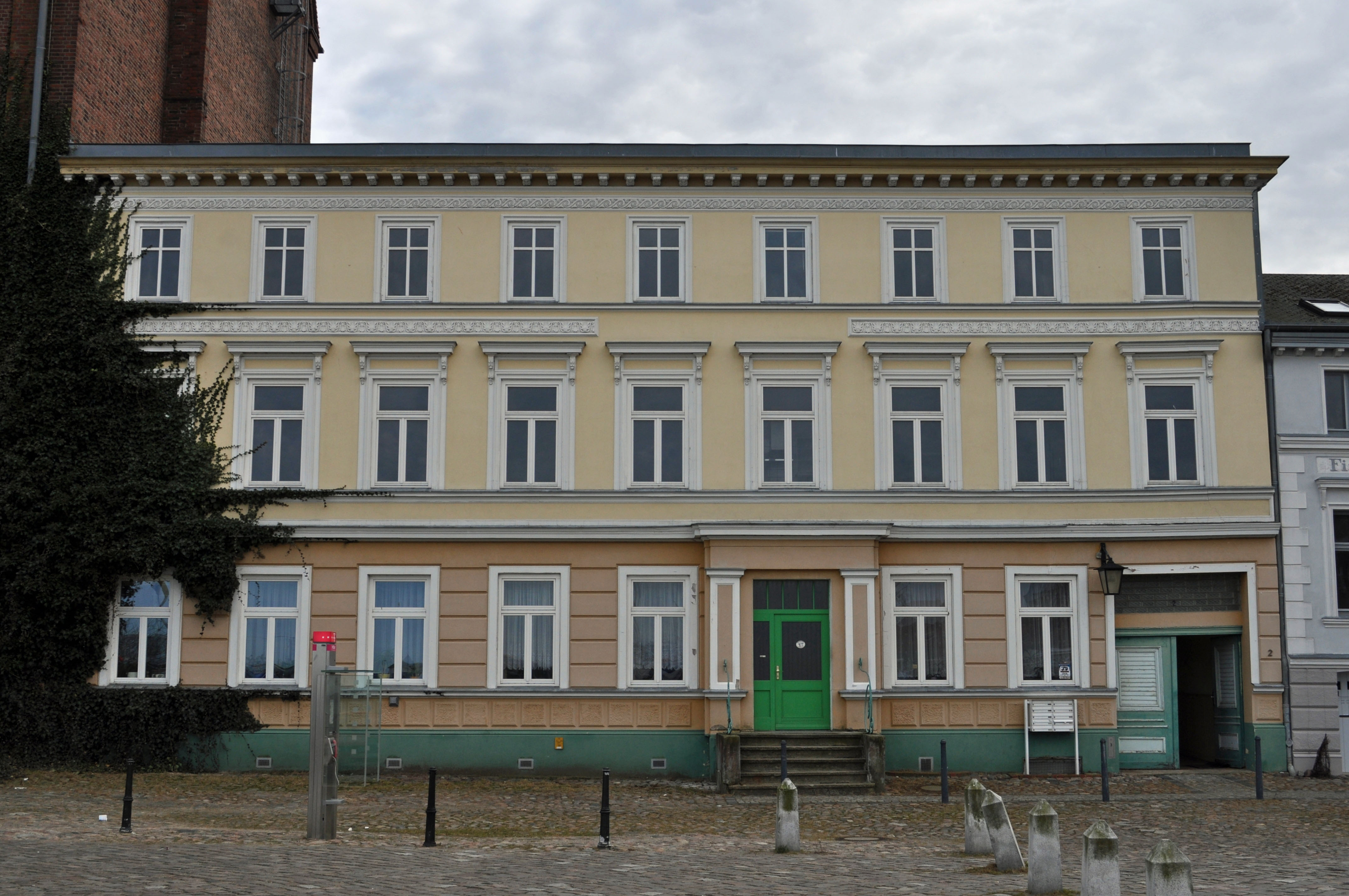
Das Haus An der Fährbrücke 2 in Stralsund (2012)

Das Haus mit der postalischen Adresse An der Fährbrücke 2 ist ein denkmalgeschütztes Gebäude in der Hansestadt Stralsund in der Straße An der Fährbrücke.
Das dreigeschossige, neunachsige Haus wurde im Jahr 1879 errichtet. Die Fassade des verputzten traufständigem Hauses weist Gesimse, Friese, Fenstereinfassungen sowie ein abschließendes Konsolgesims im Stil des Neoklassizismus auf.
Das Haus wurde zunächst als Wartesalon mit Restaurant genutzt, später als Wohnhaus.
Das Haus liegt im Randgebiet des von der UNESCO als Weltkulturerbe anerkannten Stadtgebietes des Kulturgutes „Historische Altstädte Stralsund und Wismar“. In die Liste der Baudenkmale in Stralsund ist es mit der Nummer 43 eingetragen.